# Liste der Bodendenkmäler in Mötzing
Auf dieser Seite sind die Bodendenkmäler in der Oberpfälzer Gemeinde Mötzing zusammengestellt. Diese Tabelle ist eine Teilliste der Liste der Bodendenkmäler in Bayern. Grundlage ist die Bayerische Denkmalliste, die auf Basis des Bayerischen Denkmalschutzgesetzes vom 1. Oktober 1973 erstmals erstellt wurde und seither durch das Bayerische Landesamt für Denkmalpflege geführt wird. Die folgenden Angaben ersetzen nicht die rechtsverbindliche Auskunft der Denkmalschutzbehörde.

## Bodendenkmäler der Gemeinde Mötzing

### Gemarkung Dengling
| Lage                | Objekt | Akten-Nr.     | Bild |
| ------------------- | --- | ------------- | ---- |
| Dengling (Standort) | Vorgeschichtliche, neolithische und metallzeitliche Siedlung, vielleicht auch frühmittelalterliche Reihengräber.                         | D-3-7040-0117 |      |
| Dengling (Standort) | Siedlung der Urnenfelderzeit. | D-3-7040-0118 |      |
| Dengling (Standort) | Siedlung vor- und frühgeschichtlicher Zeitstellung.                                                                                      | D-3-7040-0120 |      |
| Dengling (Standort) | Siedlung der Jungsteinzeit, der Bronzezeit und der Urnenfelderzeit.                                                                      | D-3-7040-0121 |      |
| Dengling (Standort) | Siedlung vor- und frühgeschichtlicher Zeitstellung.                                                                                      | D-3-7040-0122 |      |
| Dengling (Standort) | Siedlung vorgeschichtlicher Zeitstellung und der Latènezeit.                                                                             | D-3-7040-0123 |      |
| Dengling (Standort) | Weitgehend verebnete spätkeltische Viereckschanze, vorgeschichtliche und latènezeitliche Siedlung.                                       | D-3-7040-0124 |      |
| Dengling (Standort) | Verebnete spätlatènezeitliche Viereckschanze.                                                                                            | D-3-7040-0125 |      |
| Dengling (Standort) | Siedlung der Linearbandkeramik, wohl verebnete vorgeschichtliche Grabhügel.                                                              | D-3-7040-0127 |      |
| Dengling (Standort) | Siedlungen der Altheimer Kultur und der Hallstattzeit.                                                                                   | D-3-7040-0129 |      |
| Dengling (Standort) | Siedlungen der Linearbandkeramik und der Latènezeit, Siedlung mit Grabenwerk vorgeschichtlicher Zeitstellung.                            | D-3-7040-0130 |      |
| Dengling (Standort) | Siedlung vor- und frühgeschichtlicher Zeitstellung.                                                                                      | D-3-7040-0148 |      |
| Dengling (Standort) | Archäologische Befunde und Funde im Bereich der Katholischen Filialkirche St. Markus in Dengling, darunter die Spuren älterer Bauphasen. | D-3-7040-0161 |      |
| Dengling (Standort) | Vorgeschichtliche Siedlung. | D-3-7040-0271 |      |

### Gemarkung Griesau
| Lage               | Objekt                                                             | Akten-Nr.     | Bild |
| ------------------ | ------------------------------------------------------------------ | ------------- | ---- |
| Griesau (Standort) | Siedlung mit Grabenwerk vor- und frühgeschichtlicher Zeitstellung. | D-3-7040-0132 |      |

### Gemarkung Haimbuch
| Lage                | Objekt | Akten-Nr.     | Bild |
| ------------------- | --- | ------------- | ---- |
| Haimbuch (Standort) | Brandgräberfeld der mittleren römischen Kaiserzeit, Siedlung des Jungneolithikums und des Frühmittelalters. | D-3-7040-0004 |      |
| Haimbuch (Standort) | Siedlung der Linearbandkeramik, Gräberfeld des Mittelneolithikums, Grabenwerk der Altheimer Kultur, Siedlungen der Münchshöfener Kultur, der Chamer Gruppe, der Urnenfelderzeit und der Hallstattzeit, Villa rustica der mittleren römischen Kaiserzeit.                                                                      | D-3-7040-0005 |      |
| Haimbuch (Standort) | Verebnete spätlatènezeitliche Viereckschanze. | D-3-7040-0006 |      |
| Haimbuch (Standort) | Siedlung der Jungsteinzeit, der Altheimer Kultur, der Chamer Gruppe, der Bronzezeit, der Urnenfelderzeit, der Latènezeit und der römischen Kaiserzeit. Gräberfeld (Kreisgräben) und Grabenwerke vorgeschichtlicher Zeitstellung, darunter wohl eine spätlatènezeitliche Viereckschanze und ein hallstattzeitlicher Herrenhof. | D-3-7040-0007 |      |
| Haimbuch (Standort) | Paläolithische und mesolithische Freilandstation, neolithische, metallzeitliche, urnenfelderzeitliche und hallstattzeitliche Siedlung. | D-3-7040-0008 |      |
| Haimbuch (Standort) | Mesolithische Freilandstation, neolithische und urnenfelderzeitliche Siedlung. | D-3-7040-0103 |      |
| Haimbuch (Standort) | Mesolithische Freilandstation, neolithische, metallzeitliche, späthallstatt-/frühlatènezeitliche, römische und hochmittelalterliche Siedlung. Viereckige und ovale Grabenwerke sowie Bestattungsplatz (Kreisgräben) vorgeschichtlicher Zeitstellung.                                                                          | D-3-7040-0104 |      |
| Haimbuch (Standort) | Siedlungen des Neolithikums, der Chamer Gruppe, der Bronzezeit, der Urnenfelderzeit, der Hallstattzeit, der Latènezeit, der römischen Kaiserzeit und des frühen Mittelalters. Grabenwerke vorgeschichtlicher Zeitstellung, darunter wohl eine verebnete spätkeltische Viereckschanze.                                         | D-3-7040-0105 |      |
| Haimbuch (Standort) | Siedlung vor- und frühgeschichtlicher Zeitstellung. | D-3-7040-0106 |      |
| Haimbuch (Standort) | Weitgehend verebnete vorgeschichtliche Grabhügel. | D-3-7040-0107 |      |
| Haimbuch (Standort) | Weitgehend verebnete vorgeschichtliche Grabhügel, neolithische Siedlung, metallzeitliche(r), bronzezeitliche(r), urnenfelderzeitliche(r), (spät)latènezeitliche(r) Siedlung und/oder Bestattungsplatz, hochmittelalterliche Siedlung.                                                                                         | D-3-7040-0108 |      |
| Haimbuch (Standort) | Vorgeschichtlicher Bestattungsplatz mit verebneten Grabhügeln. | D-3-7040-0110 |      |
| Haimbuch (Standort) | Vorgeschichtlicher Bestattungsplatz mit verebneten Grabhügeln. | D-3-7040-0111 |      |
| Haimbuch (Standort) | Grabenwerk vorgeschichtlicher Zeitstellung, wohl eine spätkeltische Viereckschanze. | D-3-7040-0112 |      |
| Haimbuch (Standort) | Siedlung vor- und frühgeschichtlicher Zeitstellung. | D-3-7040-0113 |      |
| Haimbuch (Standort) | Siedlung vorgeschichtlicher Zeitstellung, wohl eine spätkeltische Viereckschanze. | D-3-7040-0114 |      |
| Haimbuch (Standort) | Siedlung und rundes Grabenwerk mit Doppelgraben vorgeschichtlicher Zeitstellung. | D-3-7040-0115 |      |
| Haimbuch (Standort) | Siedlung vor- und frühgeschichtlicher Zeitstellung, vielleicht frühmittelalterliche Reihengräber. | D-3-7040-0116 |      |
| Haimbuch (Standort) | Vorgeschichtliches Grabenwerk, bronzezeitliche, hallstattzeitliche, spätlatènezeitliche Siedlung, frühmittelalterliche(r) Siedlung und Bestattungsplatz. | D-3-7040-0150 |      |
| Haimbuch (Standort) | Archäologische Befunde und Funde im Bereich der Katholischen Filialkirche St. Margareta in Unterhaimbuch, darunter die Spuren von mindestens einem Vorgängerbau und älteren Bauphasen. | D-3-7040-0167 |      |
| Haimbuch (Standort) | Siedlungen der Jungsteinzeit, der Bronzezeit und des frühen Mittelalters. | D-3-7040-0272 |      |
| Haimbuch (Standort) | Vorgeschichtlicher Bestattungsplatz mit verebneten Grabhügeln. | D-3-7140-0011 |      |
| Haimbuch (Standort) | Archäologische Befunde des Mittelalters und der frühen Neuzeit im Bereich des Gutshofes Schafhöfen und der zugehörigen profanierten Kapelle St. Jakobus. | D-3-7140-0079 |      |
| Haimbuch (Standort) | Vorgeschichtliche Siedlung. | D-3-7140-0086 |      |
| Haimbuch (Standort) | Vorgeschichtliche Siedlung. | D-3-7140-0089 |      |

### Gemarkung Mötzing
| Lage               | Objekt | Akten-Nr.     | Bild |
| ------------------ | --- | ------------- | ---- |
| Mötzing (Standort) | Siedlung der mittleren Jungsteinzeit. | D-3-7040-0002 |      |
| Mötzing (Standort) | Siedlung der mittleren Jungsteinzeit. | D-3-7140-0001 |      |
| Mötzing (Standort) | Siedlung der späten Jungsteinzeit, der Bronzezeit und Urnenfelderzeit. | D-3-7140-0003 |      |
| Mötzing (Standort) | Siedlung der mittleren Jungsteinzeit, der Chamer Gruppe, der Urnenfelderzeit und der römischen Kaiserzeit. | D-3-7140-0004 |      |
| Mötzing (Standort) | Vorgeschichtliche Siedlung. | D-3-7140-0005 |      |
| Mötzing (Standort) | Bestattungsplätze der frühen und mittleren Bronzezeit sowie des frühen Mittelalters, Siedlung und Grabenwerk der Altheimer Kultur, Siedlung und Herrenhof der Hallstattzeit, Siedlungen der Urnenfelderzeit, der Latènezeit und der römischen Kaiserzeit. | D-3-7140-0006 |      |
| Mötzing (Standort) | Siedlung der Jungsteinzeit. | D-3-7140-0007 |      |
| Mötzing (Standort) | Vorgeschichtlicher Bestattungsplatz mit verebneten Grabhügeln. | D-3-7140-0008 |      |
| Mötzing (Standort) | Villa rustica der mittleren römischen Kaiserzeit. | D-3-7140-0012 |      |
| Mötzing (Standort) | Siedlungen der Altheimer Kultur und der Hallstattzeit. | D-3-7140-0014 |      |
| Mötzing (Standort) | Siedlung vor- und frühgeschichtlicher Zeitstellung. | D-3-7140-0018 |      |
| Mötzing (Standort) | Siedlungen der vorgeschichtlichen Metallzeiten und der römischen Kaiserzeit. | D-3-7140-0025 |      |
| Mötzing (Standort) | Frühmittelalterliches Reihengräberfeld, Siedlungen der Altheimer Kultur, der Urnenfelderzeit, der Hallstattzeit, der Latènezeit und der römischen Kaiserzeit.                                                                                             | D-3-7140-0055 |      |
| Mötzing (Standort) | Archäologische Befunde des Mittelalters und der frühen Neuzeit im Bereich des abgegangenen Schlosses von Mötzing. | D-3-7140-0074 |      |
| Mötzing (Standort) | Archäologische Befunde und Funde im Bereich der Katholischen Kirche Maria Immaculata in Mötzing, darunter die Spuren älterer Bauphasen. | D-3-7140-0075 |      |
| Mötzing (Standort) | Archäologische Befunde der abgegangenen frühneuzeitlichen Kapelle St. Peter in Mötzing mit Friedhof. | D-3-7140-0076 |      |
| Mötzing (Standort) | Vorgeschichtliche Siedlung. | D-3-7140-0088 |      |

### Gemarkung Perkam
| Lage              | Objekt                                                                   | Akten-Nr.     | Bild |
| ----------------- | ------------------------------------------------------------------------ | ------------- | ---- |
| Perkam (Standort) | Siedlung und verebnete Gräben vor- und frühgeschichtlicher Zeitstellung. | D-2-7040-0064 |      |

### Gemarkung Riekofen
| Lage                | Objekt | Akten-Nr.     | Bild |
| ------------------- | --- | ------------- | ---- |
| Riekofen (Standort) | Siedlungen der Linearbandkeramik, der Stichbandkeramik, der Oberlauterbacher Gruppe, der Münchshöfener Kultur, der Bronzezeit, der Urnenfelderzeit, der Latènezeit, der römischen Kaiserzeit und des frühen Mittelalters, villa rustica der römischen Kaiserzeit sowie Gräberfelder mit Brandbestattungen der römischen Kaiserzeit und Körperbestattungen vor- und frühgeschichtlicher Zeitstellung. | D-3-7040-0035 |      |

### Gemarkung Schönach
| Lage                | Objekt | Akten-Nr.     | Bild |
| ------------------- | --- | ------------- | ---- |
| Schönach (Standort) | Siedlungen der Münchshöfener Kultur, der Latènezeit und des Frühmittelalters, Gräberfeld und Siedlung der römischen Kaiserzeit.                                                                                                  | D-3-7040-0003 |      |
| Schönach (Standort) | Bronzezeitlicher Bestattungsplatz mit teils verebneten Grabhügel, vorgeschichtliche Siedlung. | D-3-7040-0131 |      |
| Schönach (Standort) | Siedlung der Spätlatènezeit. | D-3-7040-0133 |      |
| Schönach (Standort) | Wallanlage vor- und frühgeschichtlicher Zeitstellung. | D-3-7040-0134 |      |
| Schönach (Standort) | Frühneuzeitliche Schanze. | D-3-7040-0135 |      |
| Schönach (Standort) | Siedlung und Grabenwerk vor- und frühgeschichtlicher Zeitstellung. | D-3-7040-0139 |      |
| Schönach (Standort) | Viereckiges Grabenwerk vorgeschichtlicher Zeitstellung. | D-3-7040-0141 |      |
| Schönach (Standort) | Siedlung vor- und frühgeschichtlicher Zeitstellung. | D-3-7040-0144 |      |
| Schönach (Standort) | Vorgeschichtlicher Bestattungsplatz mit verebneten Grabhügeln. | D-3-7040-0149 |      |
| Schönach (Standort) | Archäologische Befunde des Mittelalters und der frühen Neuzeit im Bereich der ehemalige Katholischen Pfarrkirche St. Martin, jetzt Friedhofskirche von Schönach, darunter die Spuren von Vorgängerbauten bzw. älterer Bauphasen. | D-3-7040-0163 |      |
| Schönach (Standort) | Archäologische Befunde und Funde im Bereich des Schlosses und zugehöriger Ökonomie in Schönach, zuvor hochmittelalterlicher Adelssitz.                                                                                           | D-3-7040-0164 |      |
| Schönach (Standort) | Untertägige Befunde der abgebrochenen mittelalterlichen Kirche St. Vitus in Schönach. | D-3-7040-0165 |      |
| Schönach (Standort) | Siedlung der Hallstattzeit. | D-3-7040-0273 |      |

### Gemarkung Sünching
| Lage                | Objekt                                                         | Akten-Nr.     | Bild |
| ------------------- | -------------------------------------------------------------- | ------------- | ---- |
| Sünching (Standort) | Vorgeschichtlicher Bestattungsplatz mit verebneten Grabhügeln. | D-3-7140-0009 |      |
| Sünching (Standort) | Verebnete spätkeltische Viereckschanze.                        | D-3-7140-0053 |      |